# Salsa brava
La salsa brava es una de las pocas salsas picantes del recetario español, ingrediente básico de las patatas bravas. Originaria de Madrid y extendida a toda España, la salsa brava tiene un amplio rango de variantes dependiendo del lugar o del cocinero, aunque existen dos variantes principales:
- la que dicen ser «auténtica»[1][2][3] incluye harina de trigo, cebolla y pimentón picante;
- la que luego es más común, es básicamente tomate frito con pimentón picante o guindillas.

El aceite de oliva sirve como agente emulsionante para que quede una salsa más cremosa, y también es común usar caldo para sazonar. Dentro de lo que son las salsas picantes, la salsa brava tiene relativamente poca pungencia, de unos ~2500 SHU en la escala Scoville (similar a un jalapeño). En general, al paladar español le gusta poco el picante.
El plato más famoso con salsa brava son las patatas bravas, pero no el único; también acompaña platos de pulpo, gambas y otros productos del mar. Desgraciadamente, entre los bares y restaurantes de baja clase está muy extendida la práctica de denominar «salsa brava» a ketchup con mayonesa o alioli y alguna especia picante. Asimismo, hay versiones más parecidas a un ajoaceite.

## Origen
El origen de esta salsa se desconoce con precisión, aunque debe ser relativamente moderna ya que sólo comienza a verse escrita en bares y recetarios desde bien entrada la posguerra, a finales de los años 1950. Algunos restaurantes de Madrid se adjudican su creación, como La Casona, Casa Pellico, Docamar o LasBravas, etc. los cuales suelen ocupar los primeros puestos en listas de las mejores bravas. Se volvió una salsa muy popular para acompañar las patatas, extendiéndose por toda España entre los 60 y 70.  

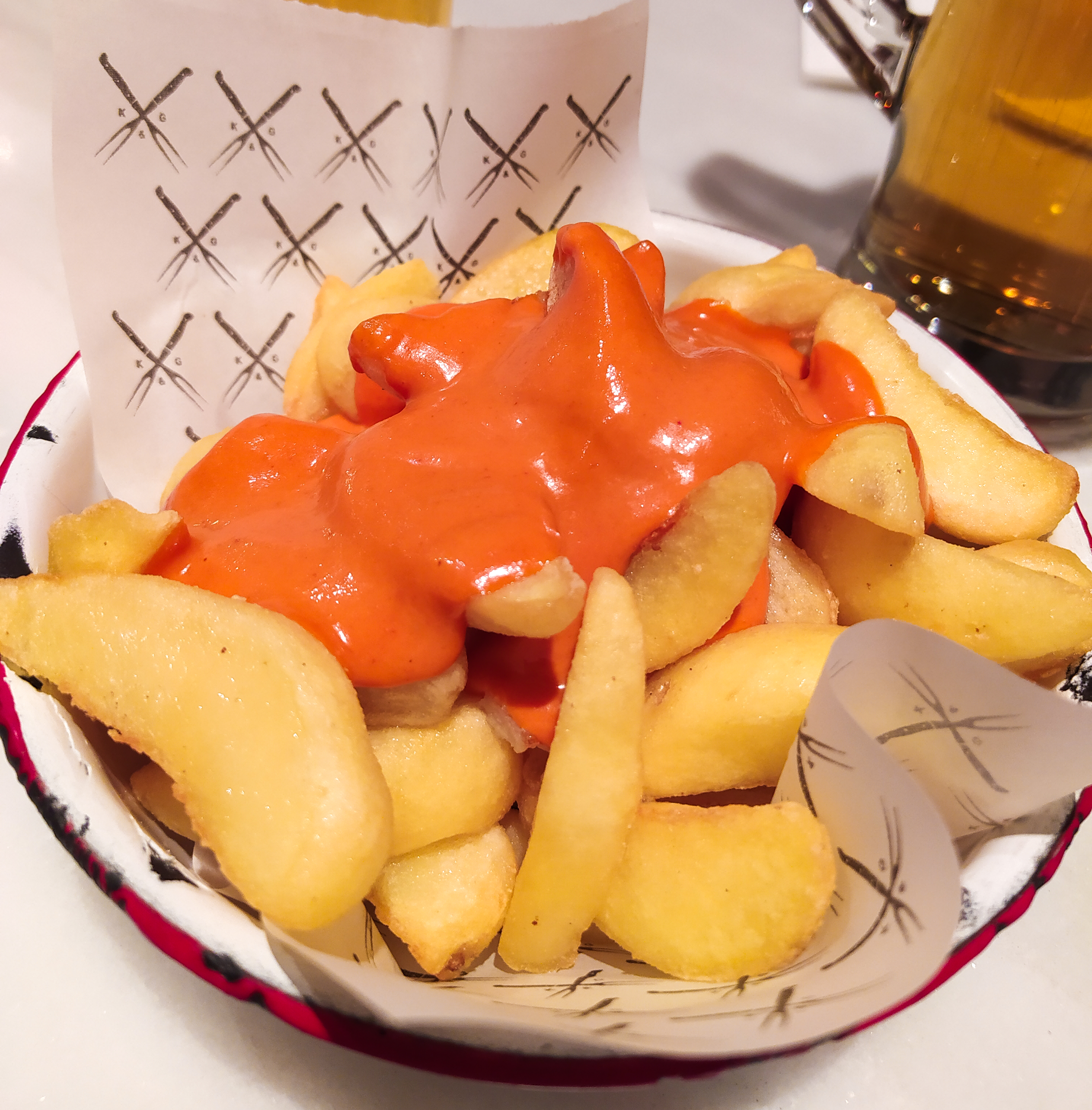
Patatas bravas

Se cree que la receta sin tomate es la original, la cual obtiene su color anaranjado únicamente por el pimentón. En algún punto de su historia surgiría la versión con tomate, como forma para reaprovechar el excedente de tomate frito usado en otras preparaciones. Dentro de lo que son las salsas madre, la salsa brava (original) se clasifica como derivada de la salsa veluté, mientras que la versión con tomate es derivada de la pomodoro. Posiblemente la referencia más antigua escrita en una publicación sobre las patatas bravas sea Vivir en Madrid (1967) de Luis Carandell.

## Variantes
En 1080 recetas de cocina, la autora Simone Ortega ofrece una salsa brava de tomate frito, ajo, pimentón, tabasco, vinagre, aceite y sal. El matrimonio de críticos gastrónomos conformado por José Carlos Capel y Julia Pérez proponen una receta de dos pimentones: de la Vera picante y dulce, junto con caldo de cocido, aceite, vinagre y cebolla. 
El chef Edu González es un catador de patatas bravas reconocido por su cuenta BravasBarcelona en Instagram; en este proyecto ha recorrido más de 900 bares de Barcelona para degustar las mejores tapas de patatas bravas. Su objetivo era hacer frente a la gran oleada de bares en España que sirven patatas con ketchup y mayonesa o un ketchup picante en vez de salsa brava propiamente. El periodista gastronómico Mikel López Iturriaga comparaba la degradación de la receta de patatas bravas con la de la paella, aduciendo que se tratan realmente de «patatas con cosas». Sin embargo, aunque la salsa brava es el acompañamiento necesario para unas patatas bravas, también se puede usar sobre otras preparaciones típicas de Madrid, como el bocadillo de calamares. También se rellenan tortillas de patata con un piso de salsa brava, o bien se bañan orejas de cerdo en salsa brava.
En las regiones del Levante, como Cataluña o la Comunidad Valenciana, es común que la salsa brava se sirva a dúo con la salsa alioli.